# في بيتنا رجل (رواية)
في بيتنا رجل هي رواية  للكاتب المصري احسان عبدالقدوس الصادرة في عام 1957، ونظرا لأهميتها فقد تم اقتباس فيلم عنها عام 1961 وتم اختياره من أفضل مئة فيلم مصري كما تم إنتاج مسلسل مصري بنفس الاسم من بطولة فاروق الفيشاوي

## الأثر
تتحدث الرواية عن الفترة ما قبل ثورة 23 يوليو، ولقيت صدى كبيراً آن صدورها في الوسط الثقافي والشعبي المصري، وقد ساعدت في جعل إحسان عبد القدوس في صفوف الكتّاب المتميزين، لأطروحته الفكرية الملتزمة من جانب ولبراعة أسلوبه الشائق في تناول مرحلة شديدة التعقيد سياسياً.

## الواقعية
ويتم الحديث أن القصة هي عن قصة واقعية 

## القصة
تتمحور الرواية حول البطل الشاب إبراهيم حمدي طالب ثائر من كلية الحقوق، يحاول محاربة االاستعمار الانجليزي بقوة، يشارك في المظاهرات الطلابية ويخطط لها لما يعترضهم من مشكلات، من دون أن يبرز كقائد، وبعدما يستشهد صديقه محمود في إحدى المظاهرات، يقرر اغتيال رئيس الوزراء عبد الرحيم باشا شكري لأنه خائن ومتعامل مع الإنجليز، وبعد أن يقبض عليه يعذّب في السجن عذاباً شديداً مما استدعى نقله إلى المستشفى للعلاج. ويتعاطف معه ممرض فيساعده على الفرار ويلجأ إبراهيم إلى بيت صديقه وزميله في الكليّة، محيي زاهر، البعيد كلّ البعد عن السياسة. وتبدأ الاحداث بالتزايد والتصاعد حيث تتناقش الأسرة أمر استضافة الشاب محيي زاهر الهارب، ثمّ توافق على استقباله، الأمر الذي يكشف عن مدى ارتباط الشعب بالحركة الوطنية.

## الشخصيات
- إبراهيم حمدي : بطل الرواية [2]
- محمود: صديق إبراهيم الذي يموت في أحد المظاهرات
- محيي زاهر: صديق إبراهيم البعيد عن السياسة
- عبد الحميد زاهر: ابن عم محيي الذي يتردد إلى بيته ويكتشف وجود إبراهيم المتواري
- الأب زاهر
- نوال: ابنة زاهر
- سامية، ابنة زاهر الثانية
- الأم ناهد سمير.زوجة زاهر

## روابط خارجية
- شرح للرواية موقع البديل